# هونغو كاناتا
كاناتا هونغو (باليابانية: 本郷奏多) هو ممثل ياباني ومؤدي أصوات وعارض أزياء.

## أعماله

### أفلام
- هجوم العمالقة 2015
- الحي: أنا والعبيد 23 2014 .(Doreiku - Boku to 23 nin no derei)
- جانتز 2011
- الحرير 2008.
- نانا2 2006.
- امير التنس 2006.
- حتى تعود الاضواء (大停電の夜に) 2005.
- (هينوكيو) 2005 .
- القمر الطفل 2003
- جهاز لإعادة 2002 .

### البرامج التلفزيونية
- Akagi) 2015)
- Chanpon Tabetaka) (ちゃんぽん食べたか) (هيئة الإذاعة اليابانية), 2015)
- Yowakutemo Katemasu) (NTV), 2014)
- Nazo no Tenkosei) (تلفزيون طوكيو), 2014)
- Real Onigokko: The Origin as Satou Tsubasa) (TVS-Chiba) (TV-tvk), 2013)
- Mirai Nikki ANOTHER:WORLD as Moriguchi Rui) (تلفزيون فوجي), 2012)
- Shirato Osamu no Jikenbo as Kurosaki Hitoshi) (TBS), 2012)
- Saigo no Bansan as Tatematsu Shunta) (TV Asahi), 2011)
- TOKYO23 as Komori Dan) (WOWOW), 2010)
- Yankee-kun to Megane-chan as Izumi Gaku) (TBS), 2010)
- Seigi no Mikata as Okamoto Riku) (NTV), 2008)
- Iryu 2 as Kuroda Tomoki) (Fuji TV), 2007, ep8)
- Tantei Gakuen Q as Makino Daisuke) (NTV), 2007, ep2)
- Seito Shokun! as Aoki Kohei) (TV Asahi), 2007)
- Himitsu no Hanazono as Kataoka Hinata) (Fuji TV), 2007)
- Kiraware Matsuko no Issho as Ryu Yoichi) (TBS), 2006)
- Aikurushii as Nagumo Shu) (TBS), 2005)

### مسلسلات الأنمي
| السنة | الأنمي                                            | الدور               | مرجع  |
| ----- | ------------------------------------------------- | ------------------- | ----- |
| 2012  | بتوووم!                                           | ريوتا سكاموتو       |       |
| 2014  | Gundam Build Fighters                             | جوليان ايرس ماكينزي |       |
| 2016  | Danganronpa 3: The End of Hope's Peak High School | ريوتا ميتاراي       | [ 1 ] |
| 2017  | إينوياشيكي                                        | ناويوكي اندو        |       |

## روابط خارجية
- هونغو كاناتا على موقع IMDb (الإنجليزية)
- هونغو كاناتا على موقع ألو سيني (الفرنسية)
- هونغو كاناتا على موقع أول موفي (الإنجليزية)
- هونغو كاناتا على موقع قاعدة بيانات الفيلم (الإنجليزية)
- هونغو كاناتا على موقع كينوبويسك (الروسية)
- هونغو كاناتا على موقع ANN person (الإنجليزية)